# Santa Monica, Surigao del Norte
Santa Monica là một đô thị hạng 5 ở đảo Siargao, in the tỉnh Surigao del Norte, Philippines. Theo điều tra dân số năm 2000, đô thị này có dân số 7.757 người trong 1.459 hộ.

## Các đơn vị hành chính
Santa Monica được chia thành 11 barangay.
- Abad Santos
- Alegria
- Bailan
- Garcia
- Libertad
- Mabini
- Mabuhay (Pob.)
- Magsaysay
- Rizal
- T. Arlan (Pob.)
- Tangbo